# Digiscopie

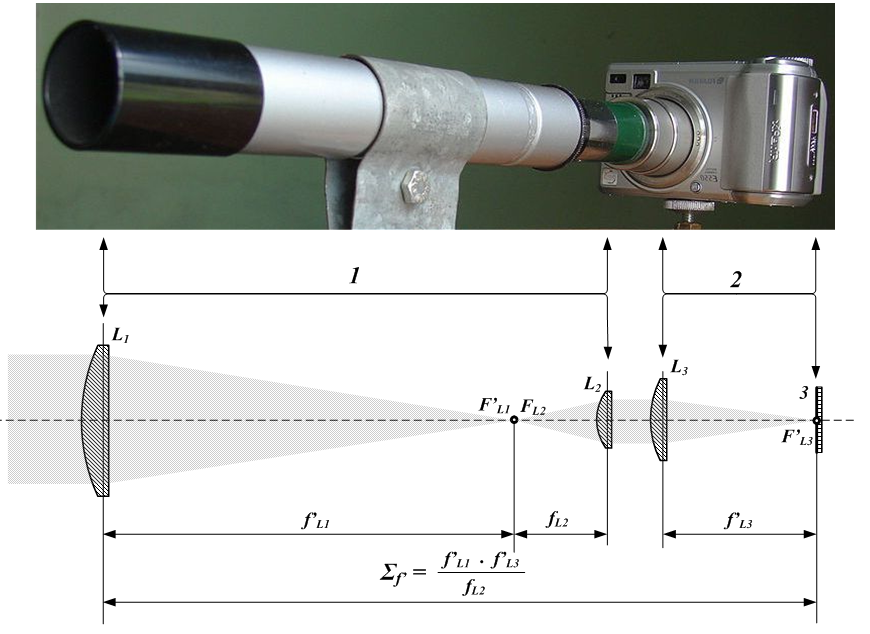
Montage afocal

La digiscopie (ou montage afocal) consiste à prendre des photographies numériques en appliquant un appareil photographique numérique sur l'oculaire d'une longue-vue terrestre (ou d'un télescope, ou microscope). Physiquement, cela signifie que le foyer image de la longue-vue est le foyer objet de l'appareil.
Le couplage du grossissement de l'objectif de l'appareil photo (disposant souvent d'un zoom) et de celui de l'oculaire de la longue-vue (fixe ou zoom) permet des grossissements importants (bien supérieurs à ceux apportés par des objectifs classiques en photographie argentique), équivalents à des focales équivalentes argentiques (24X36) de 1 500 à 9 000 mm, voire plus.
La digiscopie ne doit pas être confondue avec la reflexoscopie qui consiste à utiliser une longue-vue ou un télescope (sans oculaire) comme « super-téléobjectif » sur un appareil à objectif interchangeable (reflex ou hybride).

## Historique
Cette technique a été « découverte » par Laurence Poh (Malaisie, ? - 2004) en 1999 à l'occasion d'une séance d'observation avec la Société de la Nature Malaise (SNM).
Alain Fossé (France) a créé, pour cette technique, le terme « digiscoping » (traduit ensuite en français par « digiscopie ») sur la liste de discussion Birds-Pix. « Digiscoping » est un terme qui signifie « voir (-scoping) en numérique (digi-) ».
En France, il s'est créé en 2001 la liste de diffusion Photornitho, remplacée en 2004 par Digipiaf.

## Ornithologie
Cette technique a été popularisée en ornithologie par Laurence Poh, Yves Leduc (Canada) et Stéphane Moniotte (Belgique) en 2000. Elle a été « importée » en France par Alain Fossé.

## Phonescopie
Si la prise de photo se fait avec un téléphone portable, on parle alors de « phonescopie » (« phonescoping » en anglais), néologisme qui n'est pas passé dans l'usage courant. Cette pratique est à rapprocher de la phonéographie.

## Astronomie
En astronomie, on parle plus de montage afocal. Cependant, la technique est la même. Celle-ci est utilisée pour relier un appareil photo numérique (APN) compact à un télescope avec un support adapté. L'adaptation d'un APN reflex (avec son objectif) sur un oculaire (d'une longue-vue ou d'un télescope) est beaucoup plus aléatoire en raison de la différence de diamètre entre l'oculaire et l'objectif de l'APN.

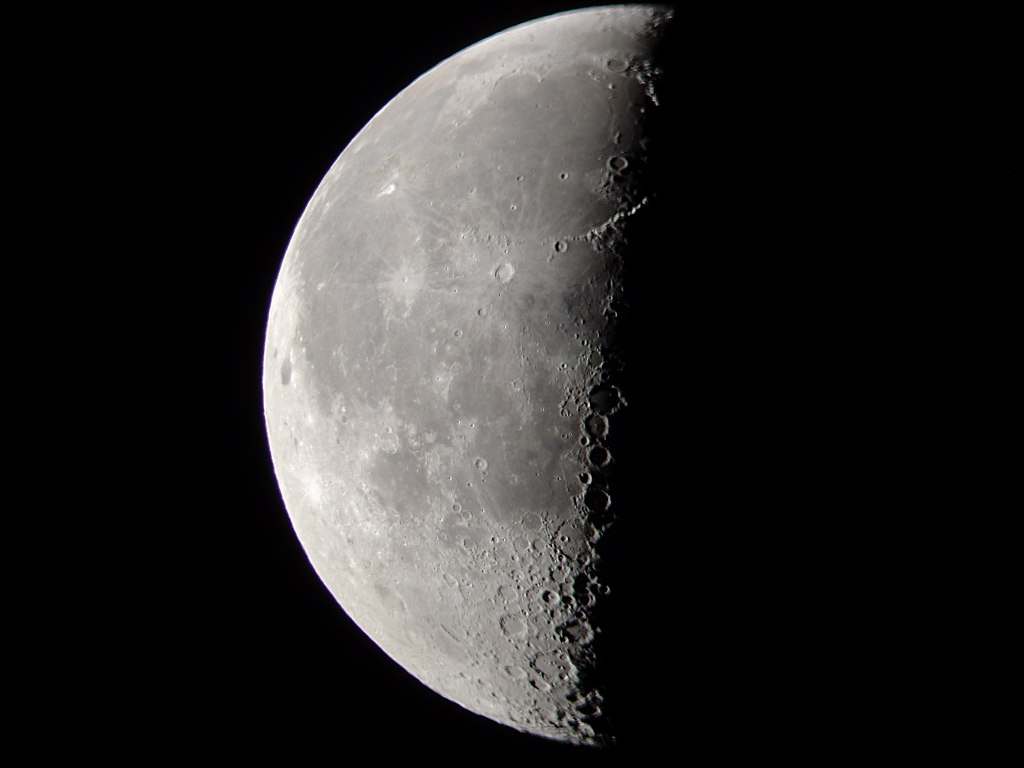
Un dernier quartier de Lune pris en afocal (digiscopie).

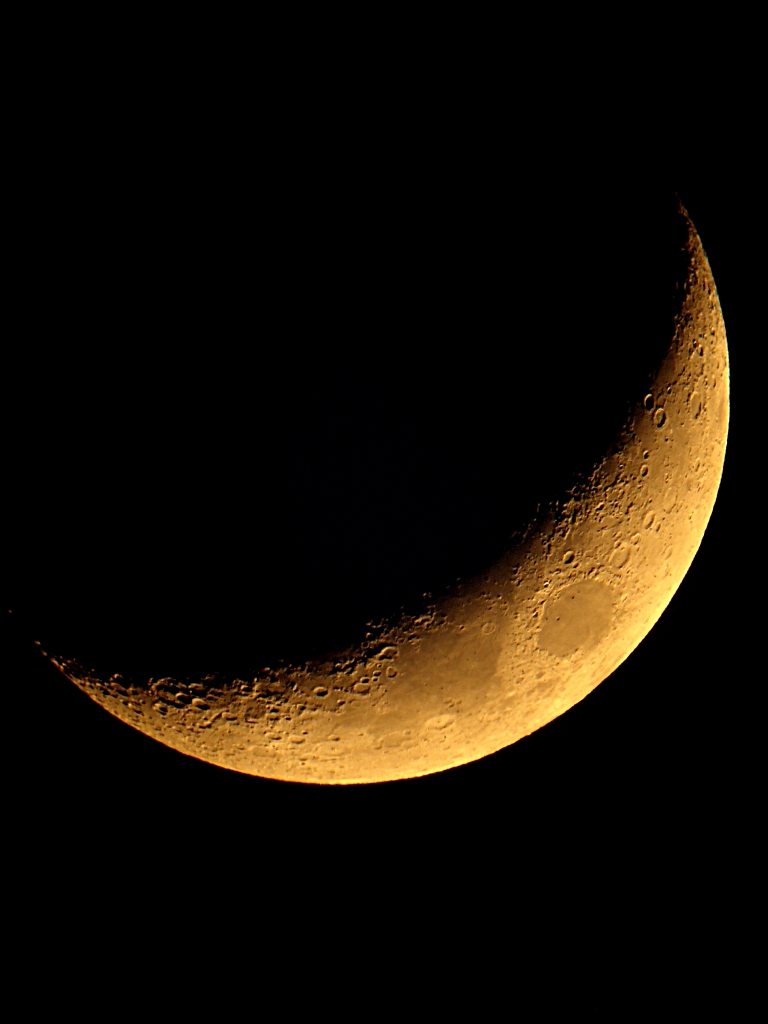
Un croissant de Lune pris en afocal (digiscopie).